# Sandra Toft
Sandra Toft Galsgaard, född 18 oktober 1989 i Gribskov, är en dansk handbollsmålvakt. Hon utsågs till Årets bästa handbollsspelare i världen av IHF 2021.

## Karriär
Sandra Toft började att spela handboll i Team Helsinge, men bytte klubb till  Virum-Sorgenfri HK som 14-åring. Sommaren 2007 signerade Toft ett kontrakt med Team Tvis-Holstebro (TTH), som då spelade på näst högsta nivå i Danmark. 

### Bilolycka och cupvinst
På väg hem från Nordsjälland den 23 april 2009 förlorade Toft kontrollen över sin egen bil norr om Give. Hon bröt båda armarna och en nackkota i olyckan och var fem millimeter från att bli förlamad från halsen och ned och dessutom att bli blind. Hon var tillbaka på handbollsplanen den 2 september 2009. Toft avslutade 2010/2011-säsongen med EHF-cupfinal men TTH förlorade sammanlagt 47-52 mot rivalen FC Midtjylland. I januari 2012 skadade Toft knäet på träning, och missade resten av säsongen. Den följande 2012/13-säsongen kröntes med seger i finalen av EHF-cupen, 64–63 sammanlagt mot Metz HB från Frankrike. Sandra Toft valde i juni 2013 att operera knäet och blev borta från handbollen under flera månader och missade VM 2013. I maj 2014 signerade Toft ett kontrakt för den norska toppklubben Larvik.Efter tre år i norska Larvik valde hon att återvända till danska toppklubben Team Esbjerg. Efter att ha vunnit danska mästerskapet med Team Esbjerg valde hon 2019 att spela i franska Brest Bretagne. 2021 vann hon cupen och Ligatiteln med Brest. Sedan 2022 spelar hon för ungerska Győri ETO KC.

### Landslagskarriär
Toft debuterade för det danska damlandslaget den 27 mars 2008 i en match mot Tjeckien. Hon var med bruttotruppen till EM 2010 på hemmabana, men var inte bland de 16 utvalda. Hennes första mästerskap var VM 2011 i Brasilien, där hon spelade alla matcherna och Danmark slutade på en fjärdeplats. Året efter blev Toft på nytt uttagen i den danska truppen under EM 2012 i Serbien. Vid EM 2016 blev hon uttagen i All-Star Team. Vid VM 2021 var hon med och tog bronsmedalj, och blev även uttagen i All-Star Team. Hon var med och tog silvermedalj i EM 2022.

## Meriter
Med landslag
- EM 2022
- VM 2021
- VM 2023
- U18-VM 2006
- U19-EM 2007
- U20-VM 2008

### Individuella utmärkelser
- Årets bästa handbollsspelare i världen: 2021[7]
- All star team vid VM 2021[8]
- All star team vid EM 2016[9]
- All star team i Champions League 2014-2015